# 漫川关镇
漫川关镇，是中华人民共和国陕西省商洛市山阳县下辖的一个乡镇级行政单位。
2015年，陕西省民政厅批复同意撤销石佛寺镇，将板庙村、康家坪村划归漫川关镇。

## 行政区划
漫川关镇下辖以下地区：
街道社区、街道村、万福山村、娘娘庙村、箭河村、猛柱村、小河村、南坡村、纸房沟村、闫店村、水码头村、乔家村、前店子村、莲花池村、花园沟村、李家坪村、东寺村、丘林子村、松坪村、板庙村和康坪村。